# Sarah Elmira Royster
Sarah Elmira Royster Shelton (1810 - 11 février 1888) est un amour d'enfance d'Edgar Allan Poe, avec lequel elle fut fiancée peu avant sa mort en 1849.

## Biographie
Elmira Royster entama une relation avec Poe à Richmond (Virginie) en 1825, alors qu'elle n'avait que 15 ans. Ils envisagèrent de se marier, bien que le père d'Elmira ait exprimé sa désapprobation. Ils étaient secrètement fiancés quand Poe partit étudier à l'université de Virginie en 1826. Toutefois, le père d'Elmira profita de l'éloignement pour intercepter toutes les lettres qu'Edgar adressait à sa fille.
L'un des poèmes mineurs de Poe, Song (1827), évoquerait Elmira. Elle pensait également que la « Lénore perdue » du poème Le Corbeau et le personnage éponyme d’Annabel Lee la représentaient, affirmant que Poe lui-même l'en avait assurée. 
Croyant que Poe l'avait oubliée, Royster se maria avec Alexander Shelton, un homme d'affaires d'une famille aisée de Virginie. Royster n'avait que 17 ans à l'époque, mais acquit très vite position sociale et fortune. Shelton était alors copropriétaire d'une compagnie de navires qui traversaient la James River. Il mourut à l'âge de 36 ans en 1844. Royster et ses trois enfants se retrouvaient avec une propriété d'une valeur de 100 000 $.
Poe et Royster se retrouvèrent en juillet 1848, plus d'un an après la mort de l'épouse de Poe, Virginia Clemm, et reprirent leur relation, évoquant un mariage. Cependant, les enfants de Royster la désapprouvait, et le testament de son défunt époux stipulait qu'elle perdrait les trois quarts de ses biens en cas de remariage. Le mariage n'eut jamais lieu. À la même époque, Poe était également engagé dans une aventure romantique avec Sarah Helen Whitman et Nancy Richmond.
Le biographe John Evangelist Walsh a émis l'hypothèse suivant laquelle les fils de Royster auraient été responsables de la mort mystérieuse de Poe.

## Source
- (en) Cet article est partiellement ou en totalité issu de l’article de Wikipédia en anglais intitulé « Sarah Elmira Royster » (voir la liste des auteurs).